# Basket Spezia Club 2006-2007
Serie A1 femminile FIP 2006-2007
- Giulia Dal Padulo
- Licia Corradini
- Francesca Martiradonna
- Evelien Callens
- Claudia Pellegrino
- Martina Bestagno
- Elisa Templari
- Belinda Snell
- Benedetta Bagnara
- Petra Štampalija
- Roberta Sarti
- Giulia Zampieri
- Francesca Rosellini
- Beatrice Morselli
- Courtney Willis

Allenatore: Giovanni Papini.